# Sophora raivavaeensis
Sophora raivavaeensis é uma espécie vegetal da família Fabaceae.
Apenas pode ser encontrada na Polinésia Francesa.